# Sankt Johann-Köppling
Sankt Johann-Köppling è stato un comune austriaco nel distretto di Voitsberg, in Stiria. È stato soppresso il 31 dicembre 2014 e dal 1º gennaio 2015 le sue frazioni di Hallersdorf, Hausdorf, Köppling, Moosing, Neudorf bei Sankt Johann e Sankt Johann ob Hohenburg sono state aggregate al nuovo comune di Söding-Sankt Johann assieme all'altro comune soppresso di Söding.